# La Petite-Pierre
La Petite-Pierre (Lìtzelstän en alsacien, Lützelstein en allemand) est une commune française située dans la circonscription administrative du Bas-Rhin et, depuis le 1er janvier 2021, dans le territoire de la Collectivité européenne d'Alsace, en région Grand Est.
Cette commune se trouve dans la région historique et culturelle d'Alsace et fait partie du parc naturel régional des Vosges du Nord, dont le siège se trouve dans le château de la ville.
Linguistiquement, La Petite-Pierre se situe dans la zone du francique rhénan.

## Géographie

### Localisation
Petite ville du Bas-Rhin à 24 km au nord de Saverne et 57 km au nord-ouest de Strasbourg, située dans un défilé des Vosges conduisant de l'Alsace à la Lorraine, au pied de l'Altenbourg. La Petite-Pierre, ancien chef-lieu de canton, et la partie « plateau » du canton portant son nom sont généralement considérés comme la limite Est de l'Alsace Bossue ou krumme Elsass, particularité géologique, géographique, cartographique mais aussi architecturale (maisons à schopf, villages rues).

### Communes limitrophes
| Petersbach, Struth et Hinsbourg | Zittersheim      | Erckartswiller et Sparsbach |
| Lohr                            | La Petite-Pierre | Weiterswiller               |
| Eschbourg                       |                  | Neuwiller-lès-Saverne       |

### Écarts ou lieux-dits
La commune compte plusieurs entités géographiques et cadastrales : la cité médiévale fortifiée (Staedtel), le Faubourg et les quartiers et lieux-dits limitrophes, deux hameaux, au sud du ban communal, Kohlthal et Imsthal, et deux lieux-dits situés sur la limite communale, localisation de maisons forestières (ONF), à savoir la Rothlach et le Loosthal.

### Géologie et relief
La commune se compose de 75,00 hectares de territoires artificialisés (3,76 %), 92,37 hectares de territoires agricoles (4,63 %) et 1 825,94 hectares de forêts et milieux semi-naturels (91,62 %).
Espaces naturels :
- Cinq espaces protégés hors Natura 2000,
- Trois espaces protégés Natura 2000,
- Deux zones naturelles d'intérêt écologique, faunistique et floristique (Znieff)

Forêts des plateaux gréseux des Vosges du Nord,
Cours amont de la Moder et de ses affluents.
Sur une carte des Vosges du Nord, on constate qu'à partir de La Petite-Pierre, l'axe nord-sud du massif des Vosges « s'incline » vers le nord-est, vers une ligne Lichtenberg-Niederbronn-les-Bains-Wissembourg, pour reprendre ensuite, autour de Lembach, un axe sud-nord, se prolongeant vers le Palatinat rhénan en Allemagne (Naturpark Pfälzerwald).
Hydrogéologie et climatologie
Système d’information pour la gestion des eaux souterraines du bassin Rhin-Meuse]
Territoire communal : Occupation du sol (Corinne Land Cover); Cours d'eau (BD Carthage),
Géologie : Carte géologique; Coupes géologiques et techniques,
Hydrogéologie : Masses d'eau souterraine; BD Lisa; Cartes piézométriques.
La commune se trouve sur un socle de grès très épais (sol pauvre, acide), ce qui explique l'importante couverture forestière. Ce massif se situe entre la vallée de la Moder au nord, et celle de la Zinsel du Sud, en direction de Phalsbourg. Au nord-est du ban communal passe la ligne de partage des eaux entre les sous-bassins de la Sarre (Moselle) et le bassin principal du Rhin.

### Hydrographie et les eaux souterraines
Hydrogéologie et climatologie : Système d’information pour la gestion des eaux souterraines du bassin Rhin-Meuse :
Territoire communal : Occupation du sol (Corinne Land Cover); Cours d'eau (BD Carthage),
Géologie : Carte géologique; Coupes géologiques et techniques,
 Hydrogéologie : Masses d'eau souterraine; BD Lisa; Cartes piézométriques.

#### Réseau hydrographique
La commune est dans le bassin versant du Rhin au sein du bassin Rhin-Meuse. Elle est drainée par le ruisseau l'Eichel et le ruisseau le Niederbachel,.
L'Eichel, d'une longueur totale de 32,4 km, prend sa source dans la commune de Petersbach et se jette dans la Sarre à Herbitzheim, après avoir traversé 16 communes.

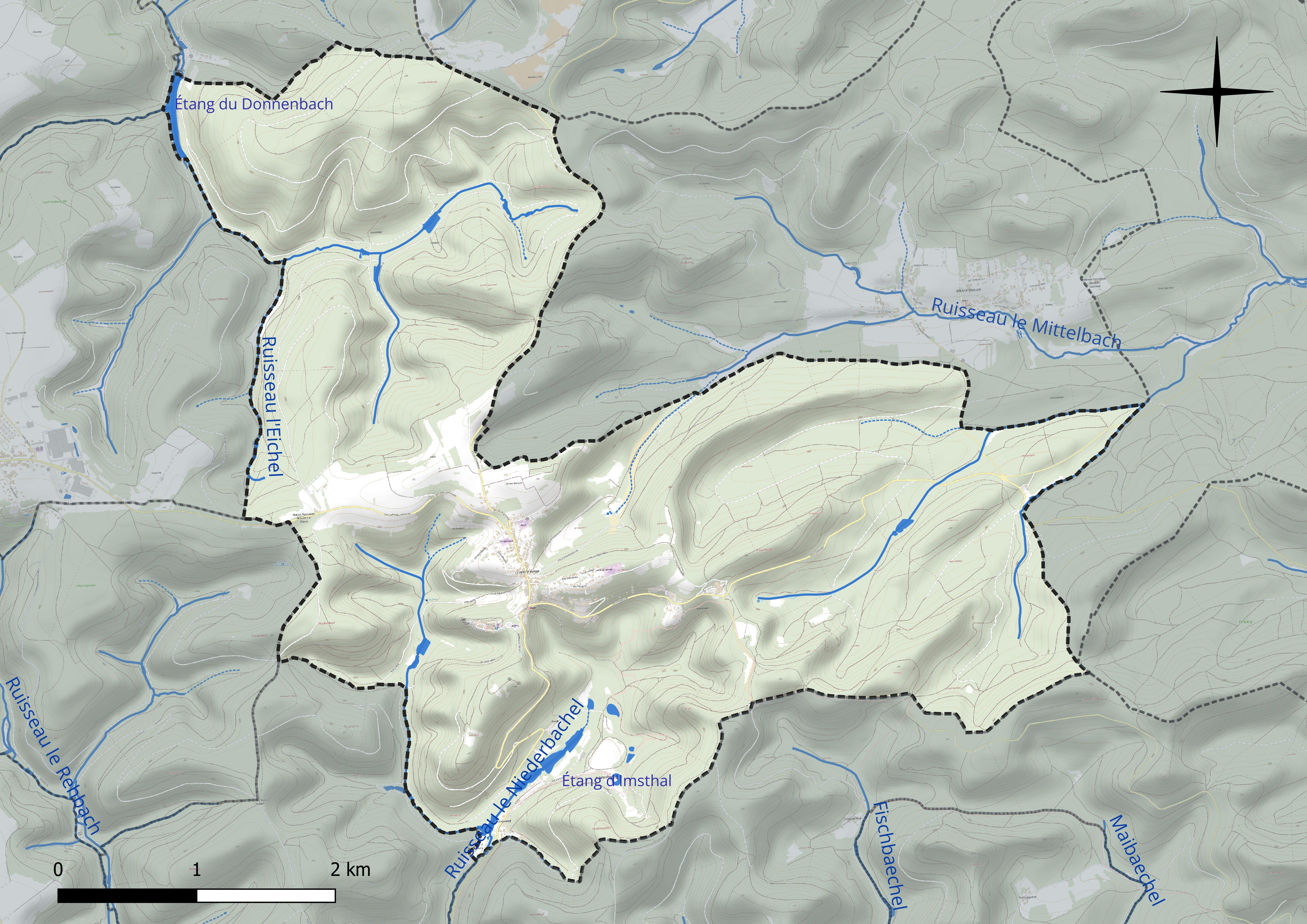
Réseau hydrographique de la Petite-Pierre.

Deux plans d'eau complètent le réseau hydrographique : l'étang d'Imsthal (0,4 ha) et l'étang du Donnenbach, d'une superficie totale de 3,3 ha (3,3 ha sur la commune),.

#### Gestion et qualité des eaux
Le territoire communal est couvert par le schéma d'aménagement et de gestion des eaux (SAGE) « Moder ». Ce document de planification concerne le bassin versant de la Moder dont le territoire s'étend sur 1 720 km2. Le périmètre a été arrêté le 25 janvier 2006. La commission locale de l'eau a été créée le 12 juillet 2007, puis modifiée le 14 décembre 2021. La structure porteuse de l'élaboration et de la mise en œuvre est le Syndicat des eaux et de l’assainissement Alsace-Moselle (SDEA).
La qualité des cours d’eau peut être consultée sur un site dédié géré par les agences de l’eau et l’Agence française pour la biodiversité.

### Climat
Pour des articles plus généraux, voir Climat du Grand Est et Climat du Bas-Rhin.
En 2010, le climat de la commune est de type climat des marges montargnardes, selon une étude du Centre national de la recherche scientifique s'appuyant sur une série de données couvrant la période 1971-2000. En 2020, Météo-France publie une typologie des climats de la France métropolitaine dans laquelle la commune est exposée à un climat semi-continental et est dans la région climatique Vosges, caractérisée par une pluviométrie très élevée (1 500 à 2 000 mm/an) en toutes saisons et un hiver rude (moins de 1 °C).
Pour la période 1971-2000, la température annuelle moyenne est de 9,9 °C, avec une amplitude thermique annuelle de 17,3 °C. Le cumul annuel moyen de précipitations est de 846 mm, avec 12,5 jours de précipitations en janvier et 10,4 jours en juillet. Pour la période 1991-2020, la température moyenne annuelle observée sur la station météorologique de Météo-France la plus proche, « Berg », sur la commune de Berg à 13 km à vol d'oiseau, est de 10,4 °C et le cumul annuel moyen de précipitations est de 801,8 mm. 
La température maximale relevée sur cette station est de 37,4 °C, atteinte le 25 juillet 2019 ; la température minimale est de −16,8 °C, atteinte le 7 février 2012,,.
Les paramètres climatiques de la commune ont été estimés pour le milieu du siècle (2041-2070) selon différents scénarios d'émission de gaz à effet de serre à partir des nouvelles projections climatiques de référence DRIAS-2020. Ils sont consultables sur un site dédié publié par Météo-France en novembre 2022.

### Voies de communications et transports

#### Voies routières
L'origine de La Petite-Pierre est liée à un croisement de routes, l'une nord-sud, suivant l'axe du massif des Vosges, et l'autre reliant la plaine du Rhin, l'Alsace et le plateau lorrain. Cette position de col (340 m) se situe à une altitude moindre que le col le plus proche, le col de Saverne (410 m). Anciennement, cette différence avait une importance majeure pour les six mois d'hiver. Ceci se matérialise aujourd'hui par les voies départementales suivantes : la RD 7 venant de Bouxwiller et Weiterswiller (Ingwiller et Strasbourg) et la RD 9 vers Petersbach et Drulingen (Sarre-Union et l'autoroute A4), la liaison nord-sud étant assurée par la RD 135 depuis Zittersheim et Wingen-sur-Moder (Bitche), et la RD 178 venant du sud, côté Graufthal (Eschbourg), Oberhof, Dossenheim-sur-Zinsel (Phalsbourg et Saverne).

#### Transports en commun

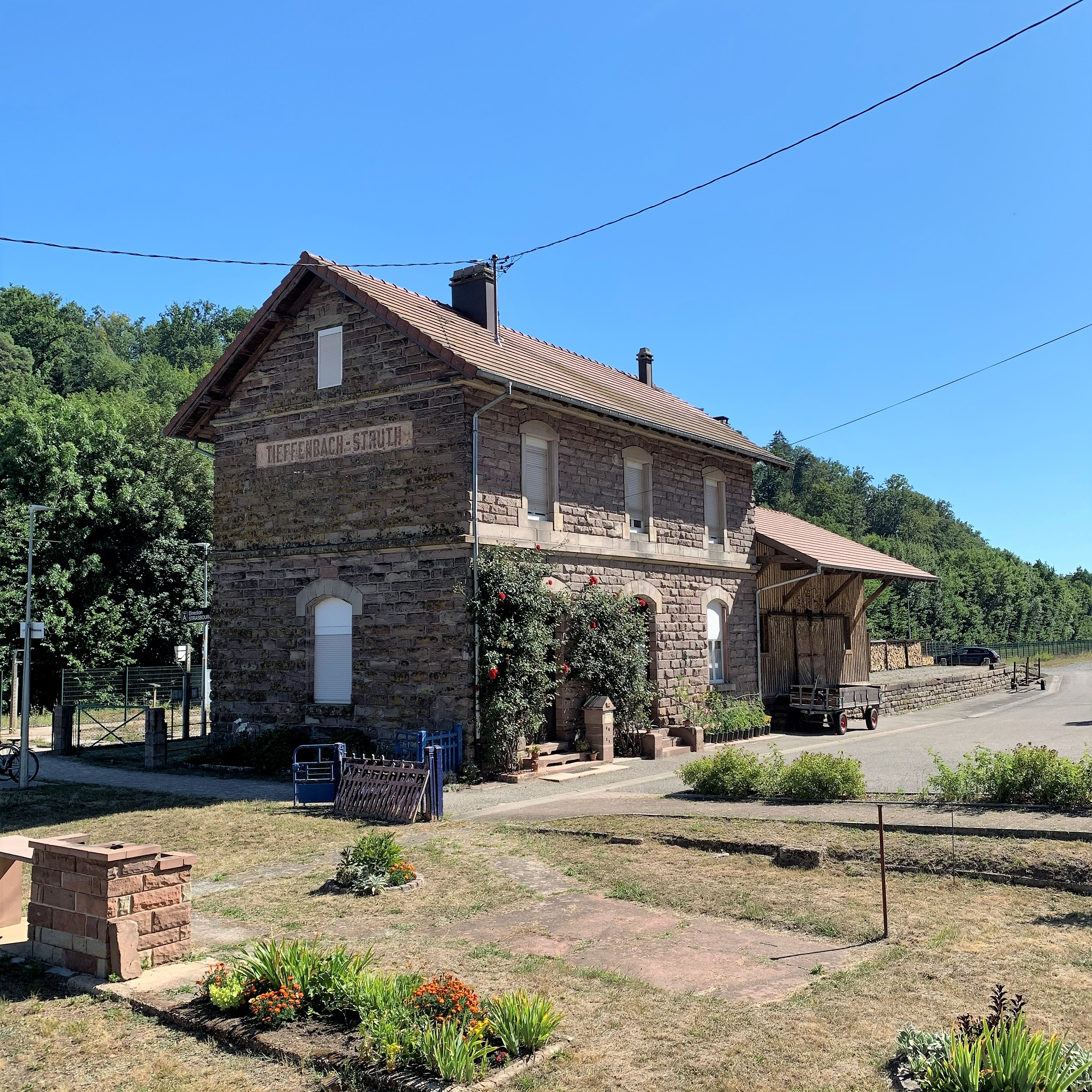
Gare de Tieffenbach - Struth.

#### Lignes SNCF
La ligne la plus proche est celle de Mommenheim à Sarreguemines. La gare la plus proche est celle de Wingen sur Moder (10 km), elle permet de rejoindre Strasbourg en 40 minutes et Sarreguemines en 39 minutes. La gare d'Ingwiller située sur la même ligne se trouve à 13 km.
La Petite Pierre se trouve également à 20 km de la gare de Steinbourg sur la ligne de Paris-Est à Strasbourg permettant de rejoindre Saverne, Sarrebourg, Metz ou encore Paris en TGV.
Ces lignes sont desservies par les trains TER Grand Est.

## Urbanisme

### Typologie
Au 1er janvier 2024, La Petite-Pierre est catégorisée commune rurale à habitat dispersé, selon la nouvelle grille communale de densité à sept niveaux définie par l'Insee en 2022.
Elle est située hors unité urbaine et hors attraction des villes,.

### Occupation des sols
L'occupation des sols de la commune, telle qu'elle ressort de la base de données européenne d’occupation biophysique des sols Corine Land Cover (CLC), est marquée par l'importance des forêts et milieux semi-naturels (91,6 % en 2018), une proportion sensiblement équivalente à celle de 1990 (91,8 %). La répartition détaillée en 2018 est la suivante : forêts (91,6 %), zones agricoles hétérogènes (4,6 %), zones urbanisées (2 %), zones industrielles ou commerciales et réseaux de communication (1,8 %). L'évolution de l’occupation des sols de la commune et de ses infrastructures peut être observée sur les différentes représentations cartographiques du territoire : la carte de Cassini (XVIIIe siècle), la carte d'état-major (1820-1866) et les cartes ou photos aériennes de l'IGN pour la période actuelle (1950 à aujourd'hui).

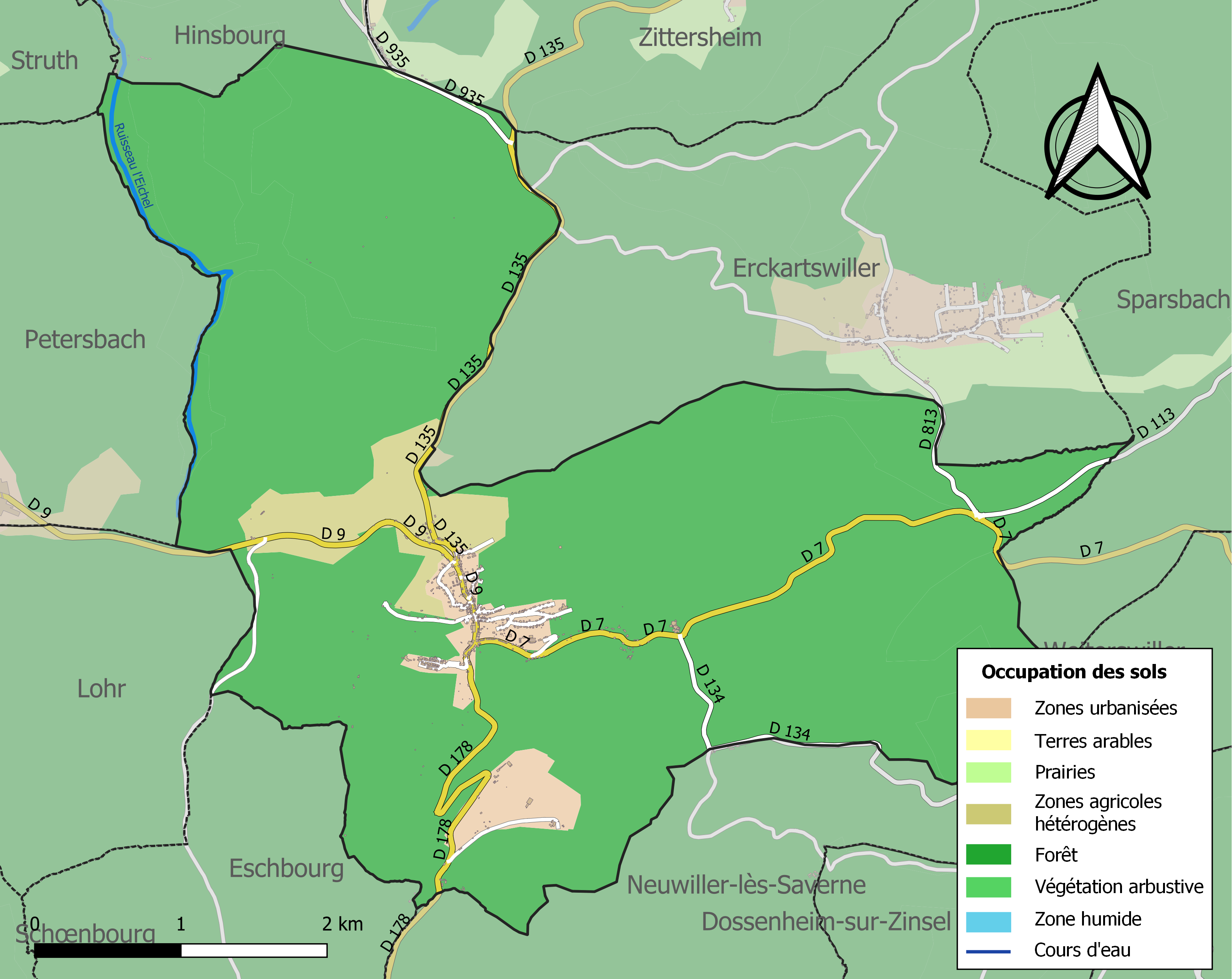
Carte des infrastructures et de l'occupation des sols de la commune en 2018 (CLC).

## Toponymie
- Lítzelstäin[21] et Lítzelstään en francique rhénan, Lützelstein en allemand.
- La Petite Pierre (1793)[22].

## Histoire
Lützelstein (parva petra en latin) était le siège d'une principauté ayant rang de comté, et dépendant du Saint-Empire romain germanique. Le comté appartenait à la famille de Blieskastel puis à la famille Palatine.

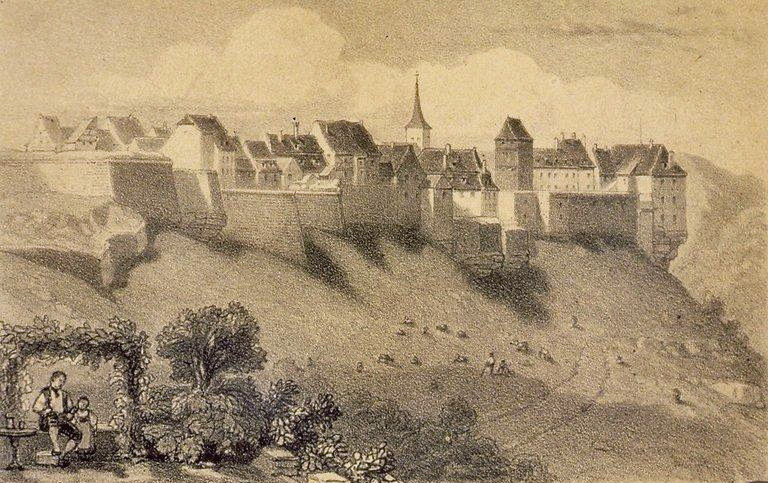
Le fort de la Petite-Pierre
(Eugène Laville, 1849).

Au XVIe siècle, le comte palatin Georges-Jean de Veldenz reçoit le comté de Lützelstein ; il vient y résider de préférence à son comté allemand de Veldenz. Il modernise le château et lui donne son aspect actuel.
Sensible à la situation précaire de ses coreligionnaires réformés dans le duché de Lorraine où Lützelstein forme une enclave, il résout de bâtir dans son comté une ville nouvelle : Phalsbourg, mais le château de La Petite-Pierre reste son lieu de résidence.
Au XVIIe siècle, la ville occupée par la France est fortifiée sur impulsion de Vauban par Jean Nicolas Lefebvre de Ladonchamps, capitaine au régiment de Normandie, qui a levé les plans de l'Alsace pour Vauban et créé le fort, également connu sous le nom de fort Le Fébure.
Dans l'église on voit plusieurs tombeaux d'anciens seigneurs du pays, notamment de deux comtes de Lutzelstein.
Non loin de la Petite Pierre s'élevait autrefois le château d'Imbstall que l'église collégiale de Neuwiller donna à titre d'échange, en 1503, à l'électeur palatin Philippe. Les limites de dépendance du château donnèrent lieu en 1624 à une composition arbitrale entre les palatins et le chapitre. Près d'Imstall se trouve une source minérale qui n'est plus exploitée. À Imbstall, Rothlach se trouve un joli moulin appelé Lützelsteinermühle qui fait partie de la commune. En 1745, un orage épouvantable détruisit les récoltes de cette commune et des environs et un vent violent découvrit une grande partie des maisons. En octobre de la même année, lorsque les habitants étaient parvenus à réparer leurs maisons, un violent incendie éclata et en réduisit la plus grande partie en cendres. Dix-sept maisons seulement furent épargnées.
La montagne qui domine le fort de La Petite-Pierre porte le nom d'Altenbourg (vieux château) ce qui semble indiquer qu'elle portait, dans les temps reculés, un château, dont l'histoire ne nous a pas conservé le souvenir. Des redoutes établies par Turenne empêchent de reconnaître les traces qu'il peut avoir laissées.
En 1913, un projet prévoyait la création d'une ligne de chemin de fer à voie étroite (ligne d'Ingwiller à La Petite Pierre) passant par le village. Elle devait relier Ingwiller à La Petite Pierre en passant par Weinbourg, Sparsbach et Erckartswiller. La Première Guerre Mondiale stoppa cependant le projet qui sera finalement définitivement enterré dans les années 1930.

## Politique et administration
| Période    | Période   | Identité               | Étiquette | Qualité                                                      |
| ---------- | --------- | ---------------------- | --------- | ------------------------------------------------------------ |
| avant 1988 | ?         | Robert Geyer           |           |                                                              |
| avant 1995 | mars 2014 | Jean Michaely          | MoDem     |                                                              |
| mars 2014  | mai 2020  | Nadine Holderith-Weiss | UMP-LR    | Conseillère départementale du canton d'Ingwiller (2015-2021) |
| mai 2020   | En cours  | Claude Windstein       | DVD       | Docteur en pharmacie                                         |

### Budget et fiscalité 2023

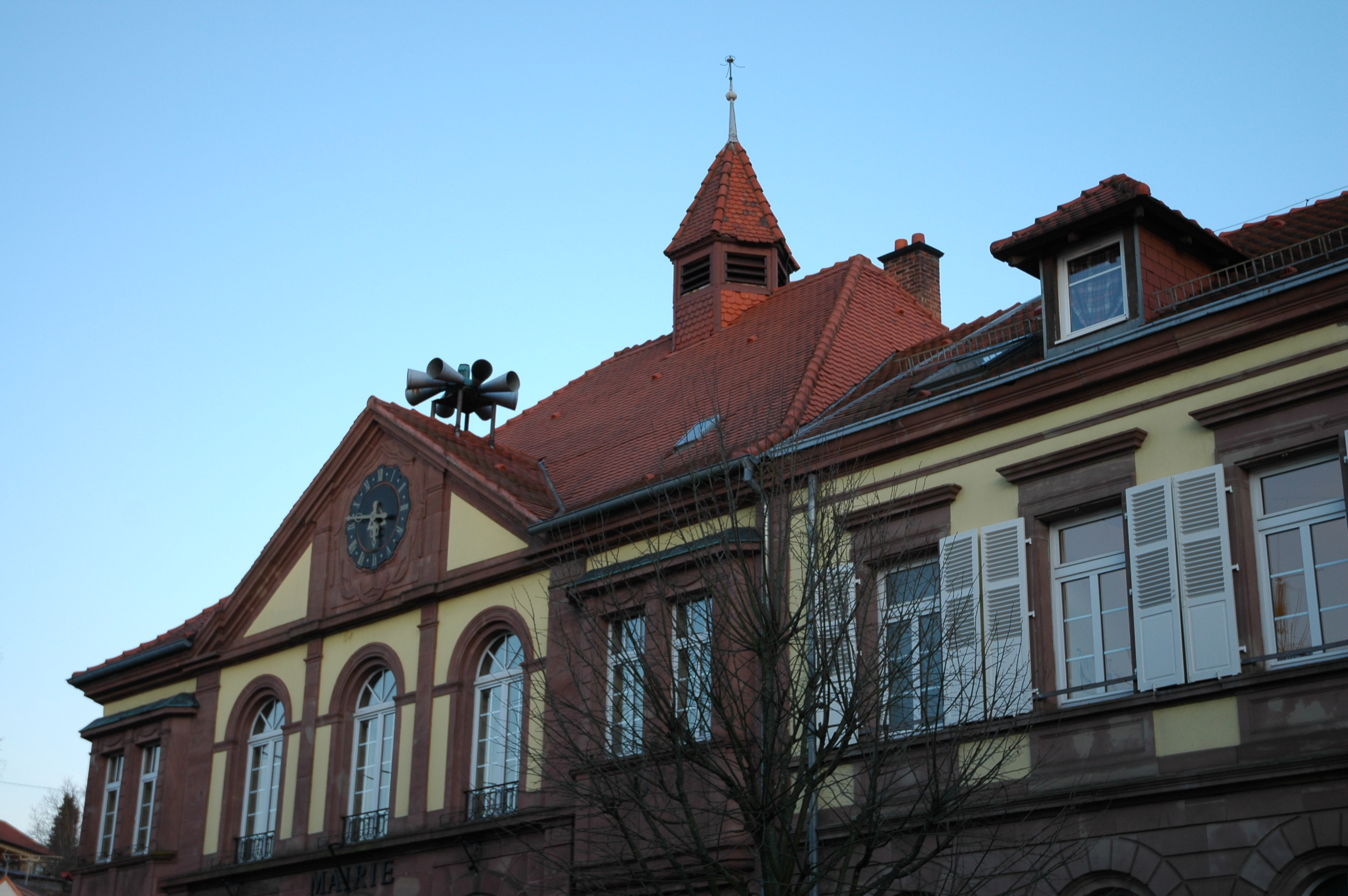
La mairie.

En 2023, le budget de la commune était constitué ainsi :
- total des produits de fonctionnement : 717 000 €, soit 1 145 € par habitant ;
- total des charges de fonctionnement : 588 000 €, soit 939 € par habitant ;
- total des ressources d'investissement : 374 000 €, soit 597 € par habitant ;
- total des emplois d'investissement : 913 000 €, soit 1 458 € par habitant ;
- endettement : 646 000 €, soit 1 033 € par habitant.

Avec les taux de fiscalité suivants :
- taxe d'habitation : 14,76 % ;
- taxe foncière sur les propriétés bâties : 30,03 % ;
- taxe foncière sur les propriétés non bâties : 108,88 % ;
- taxe additionnelle à la taxe foncière sur les propriétés non bâties : 0,00 % ;
- cotisation foncière des entreprises : 0,00 %.

Chiffres clés Revenus et pauvreté des ménages en 2021 : médiane en 2021 du revenu disponible, par unité de consommation : 23 690 €.

## Économie

### Entreprises et commerces

#### Agriculture
- Autres cultures permanentes.
- Élevage de chevaux et d'autres équidés.
- Élevage d'autres bovins et de buffles.

#### Tourisme
- Hébergements et restauration à La Petite-Pierre, Graufthal, Wingen-sur-Moder,Bouxwiller, Steinbourg, Meisenthal.

#### Commerces
- Commerces et services de proximité[31],[32].

### Jumelages et pactes d'amitié
- La ville de Little Rock, capitale de l’État de l’Arkansas, aux États-Unis, entretient un pacte d'amitié avec la ville de La Petite-Pierre depuis le 19 juillet 1999.

## Population et société

### Démographie

#### Pyramide des âges
L'évolution du nombre d'habitants est connue à travers les recensements de la population effectués dans la commune depuis 1793. Pour les communes de moins de 10 000 habitants, une enquête de recensement portant sur toute la population est réalisée tous les cinq ans, les populations de référence des années intermédiaires étant quant à elles estimées par interpolation ou extrapolation. Pour la commune, le premier recensement exhaustif entrant dans le cadre du nouveau dispositif a été réalisé en 2007.

En 2022, la commune comptait 599 habitants, en évolution de −4,01 % par rapport à 2016 (Bas-Rhin : +3,17 %, France hors Mayotte : +2,11 %).
| 1793  | 1800  | 1806 | 1821  | 1831  | 1836  | 1841  | 1846  | 1851  |
| ----- | ----- | ---- | ----- | ----- | ----- | ----- | ----- | ----- |
| 1 041 | 1 019 | 990  | 1 232 | 1 241 | 1 365 | 1 249 | 1 179 | 1 190 |

| 1856  | 1861  | 1866  | 1871  | 1875 | 1880 | 1885 | 1890 | 1895 |
| ----- | ----- | ----- | ----- | ---- | ---- | ---- | ---- | ---- |
| 1 007 | 1 037 | 1 107 | 1 019 | 969  | 970  | 923  | 926  | 894  |

| 1900 | 1905 | 1910 | 1921 | 1926 | 1931 | 1936 | 1946 | 1954 |
| ---- | ---- | ---- | ---- | ---- | ---- | ---- | ---- | ---- |
| 903  | 868  | 805  | 737  | 713  | 654  | 635  | 678  | 648  |

| 1962 | 1968 | 1975 | 1982 | 1990 | 1999 | 2006 | 2007 | 2012 |
| ---- | ---- | ---- | ---- | ---- | ---- | ---- | ---- | ---- |
| 624  | 637  | 632  | 675  | 623  | 612  | 605  | 604  | 629  |

| 2017 | 2022 | - | - | - | - | - | - | - |
| ---- | ---- | - | - | - | - | - | - | - |
| 618  | 599  | - | - | - | - | - | - | - |

### Enseignement
Établissements d'enseignements :
- Écoles maternelle et primaire,
- Collèges à Wingen-sur-Moder, Drulingen, Ingwiller, Phalsbourg,
- Lycées à Phalsbourg, Bouxwiller, Saverne.

### Santé
Professionnels et établissements de santé :
- Médecins à La Petite-Pierre, Wingen-sur-Moder, Dossenheim-sur-Zinsel, Drulingen, Soucht, Phalsbourg,
- Pharmacies à La Petite-Pierre, Wingen-sur-Moder, Neuwiller-lès-Saverne, Drulingen, Phalsbourg,
- Hôpitaux à Phalsbourg, Ingwiller, Saverne, Sarre-Union, Reutenbourg, Bitche.

### Cultes
- Culte catholique, Communauté de paroisses du Bastberg et du Pays de La Petite Pierre[38], Diocèse de Strasbourg.
- Culte protestant[39].

## Culture locale et patrimoine

### Lieux et monuments

#### En ville
- Le château de La Petite-Pierre, construit au XIIe siècle et transformé au cours du XVIe siècle[40],[41],[42].
- L'église simultanée Notre-Dame, présentant des fresques peintes au XVe siècle[43],[44],[45]. La Petite-Pierre est l'une des quelque 50 localités d'Alsace dotées d'une église simultanée[46].

- Le Musée du sceau alsacien[47].
- Le musée des arts et traditions populaires.
- Maison des païens.
- Banc-reposoir[48].
- Monuments commémoratifs[49].
- Borne du serment de Koufra[50].

#### Dans les limites administratives de la commune
- Sentier des Trois-Rochers reliant le rocher Blanc à l'ouest, le rocher Païens et le rocher du Corbeau au sud[51].
- Étang du Donnenbach au nord, au bord de la route forestière du Donnenbach reliant la route D 12 à l'ouest de la commune et Frohmuhl[52].
- Les étangs d'Imsthal[53].
- Rocher de la Grenouille[54].

### Galerie

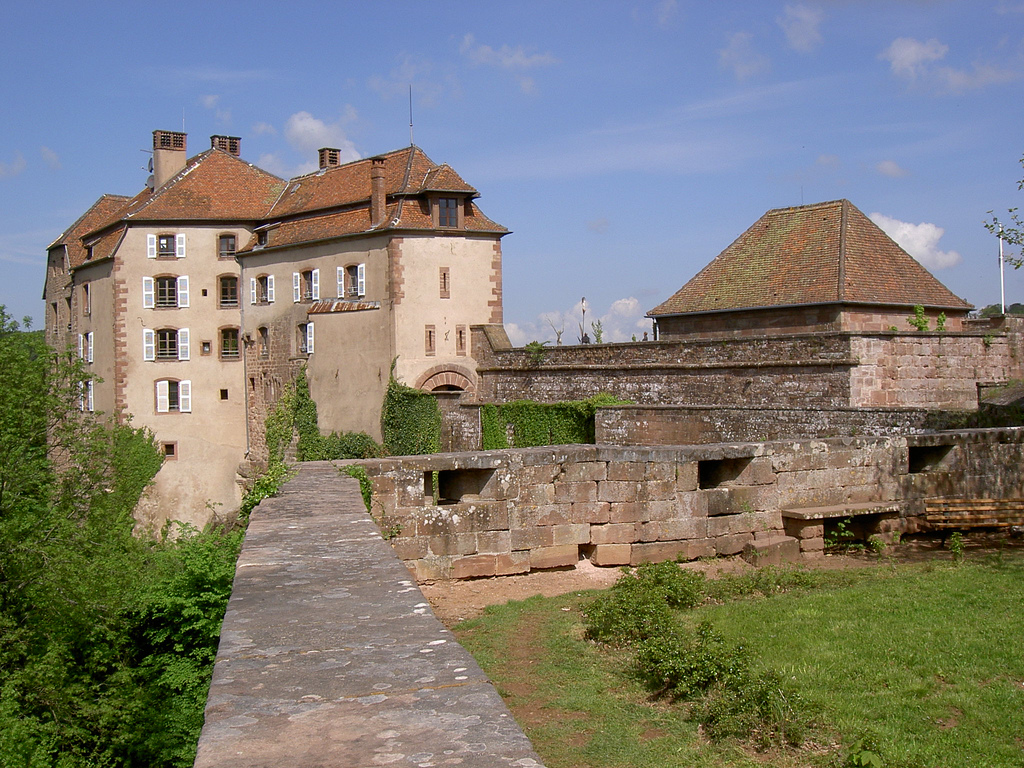
Le château de La Petite-Pierre.
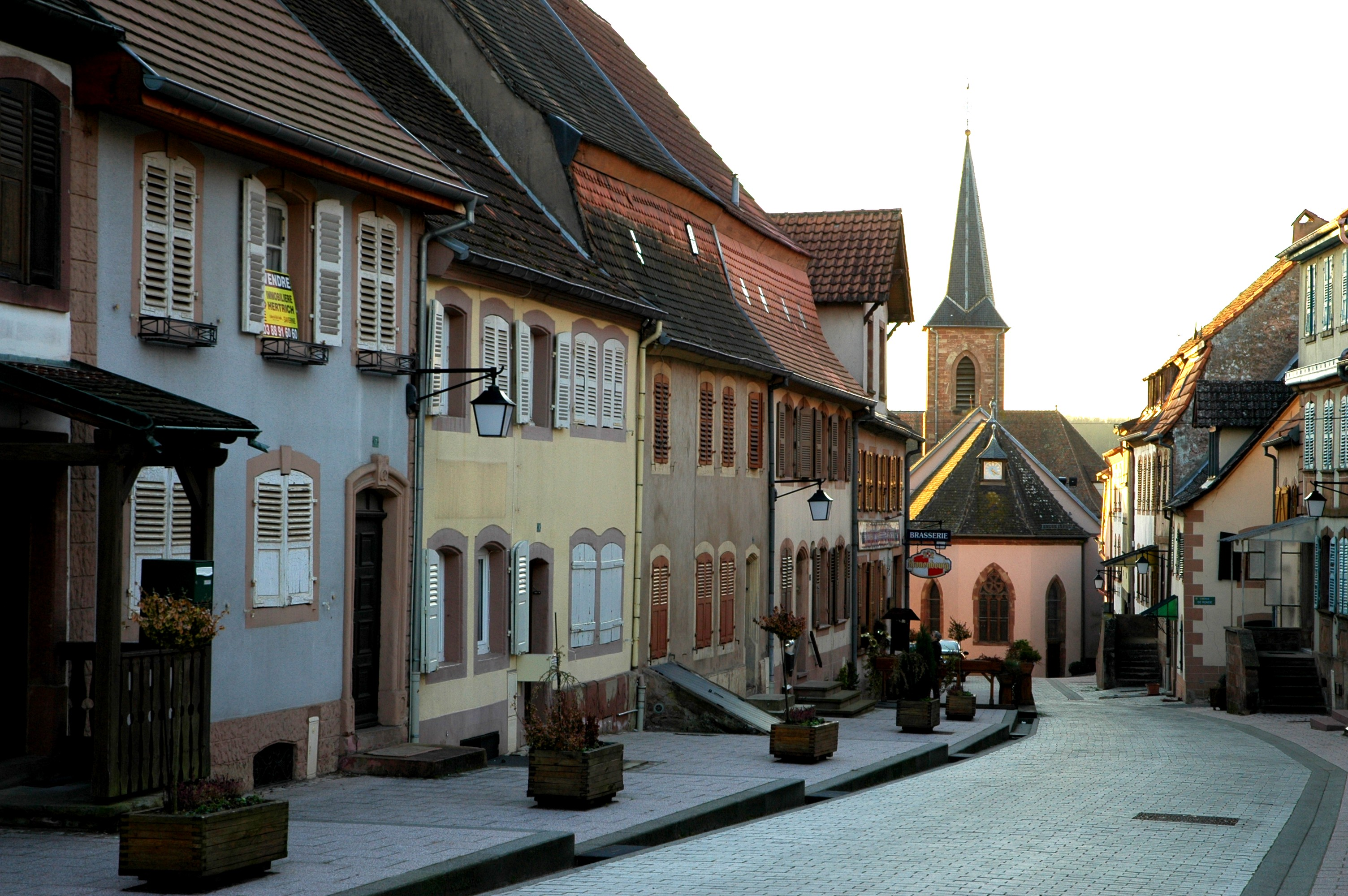
La rue du Château.
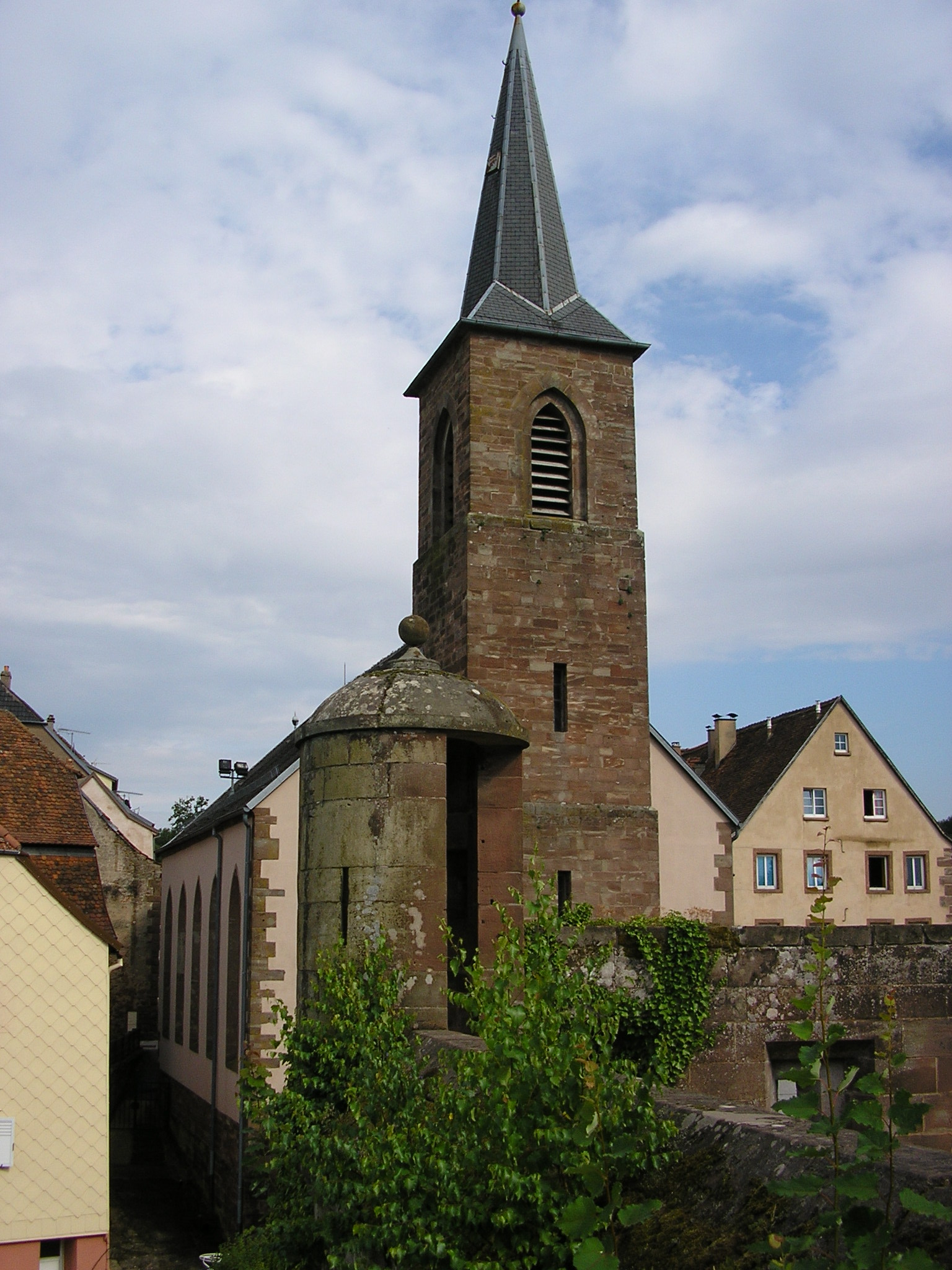
L'église simultanée Notre-Dame[55].
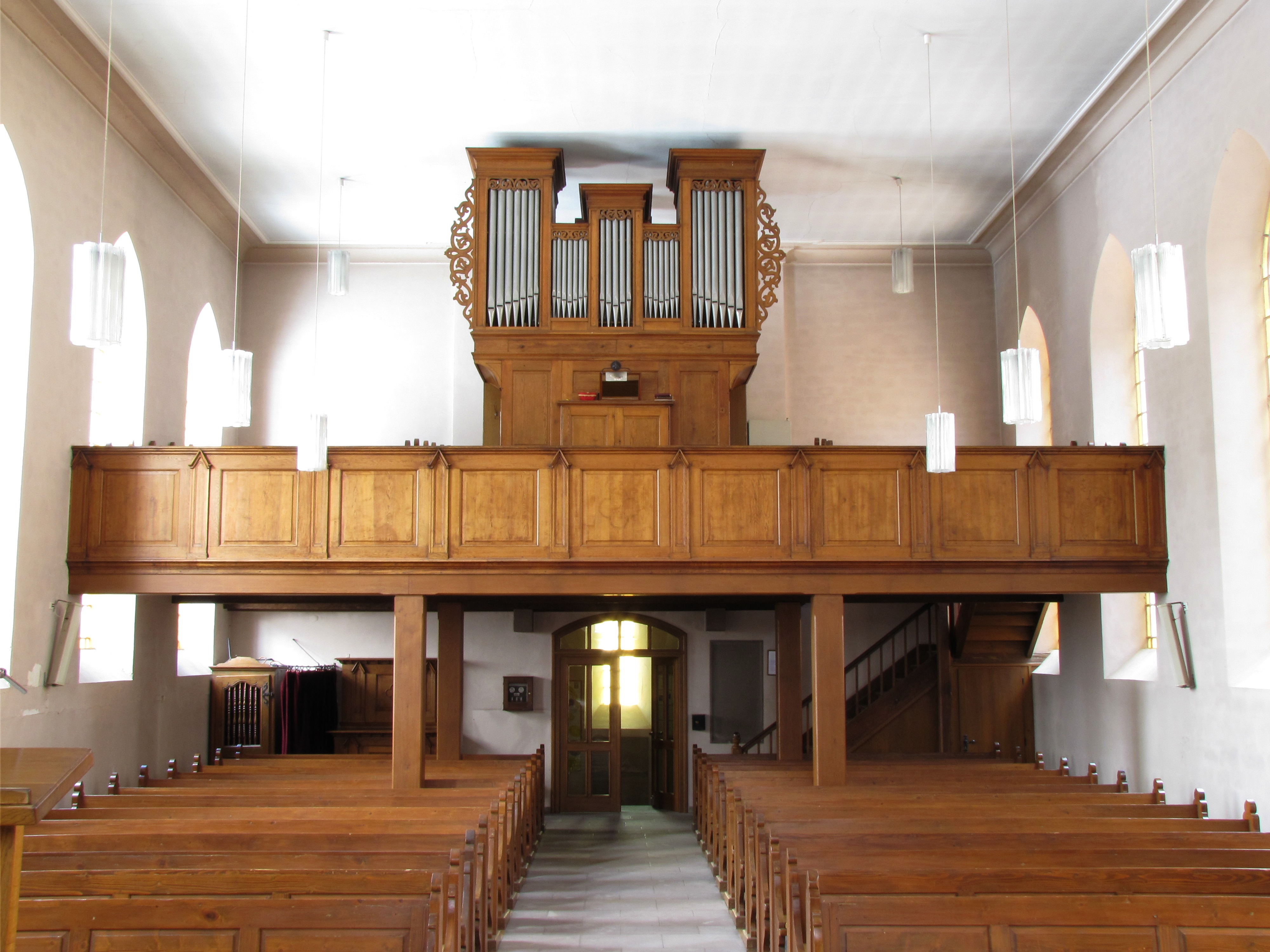
Orgue de tribune Charles Wetzel (1875).
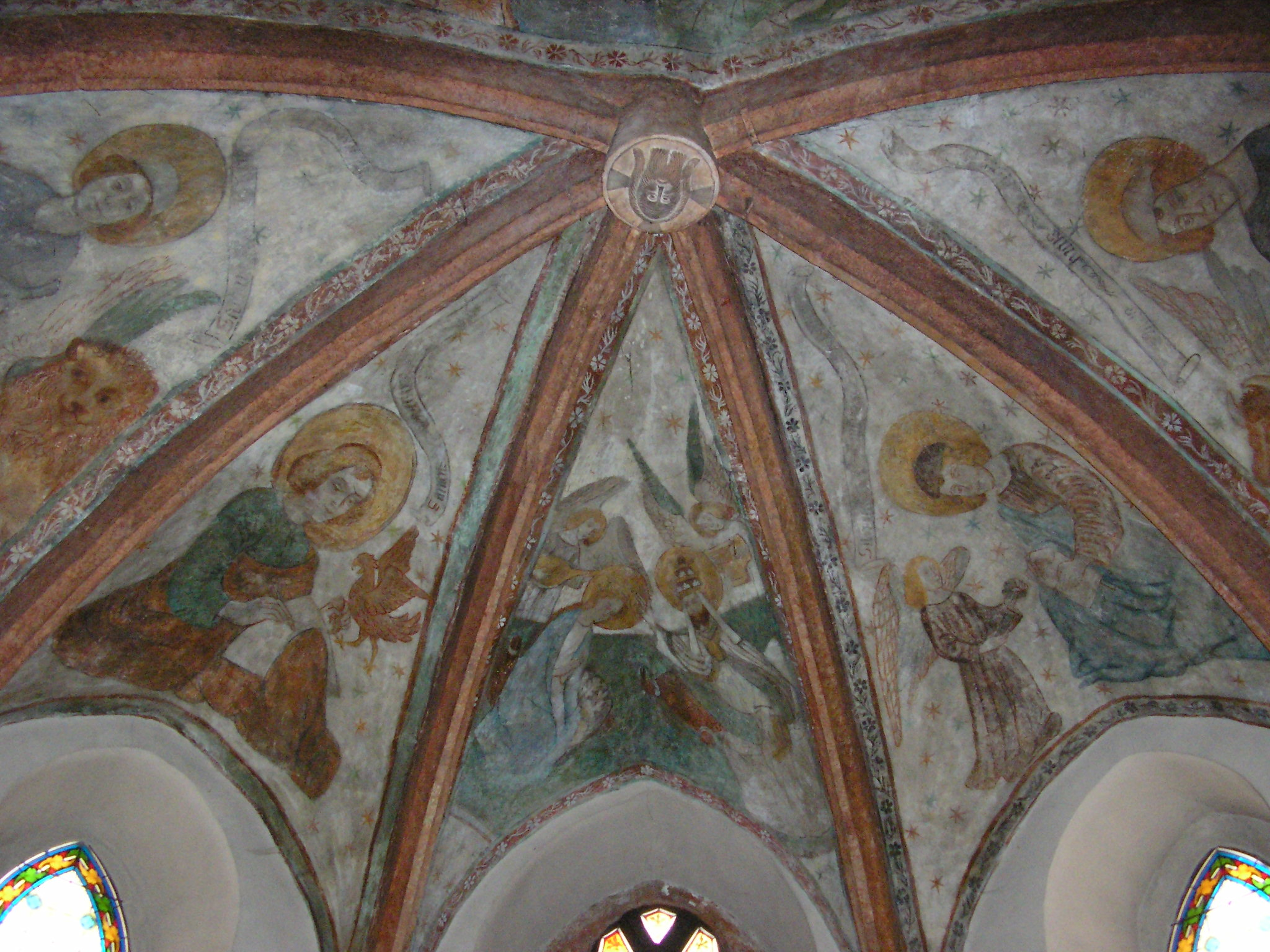
Fresques de l'église simultanée Notre-Dame.
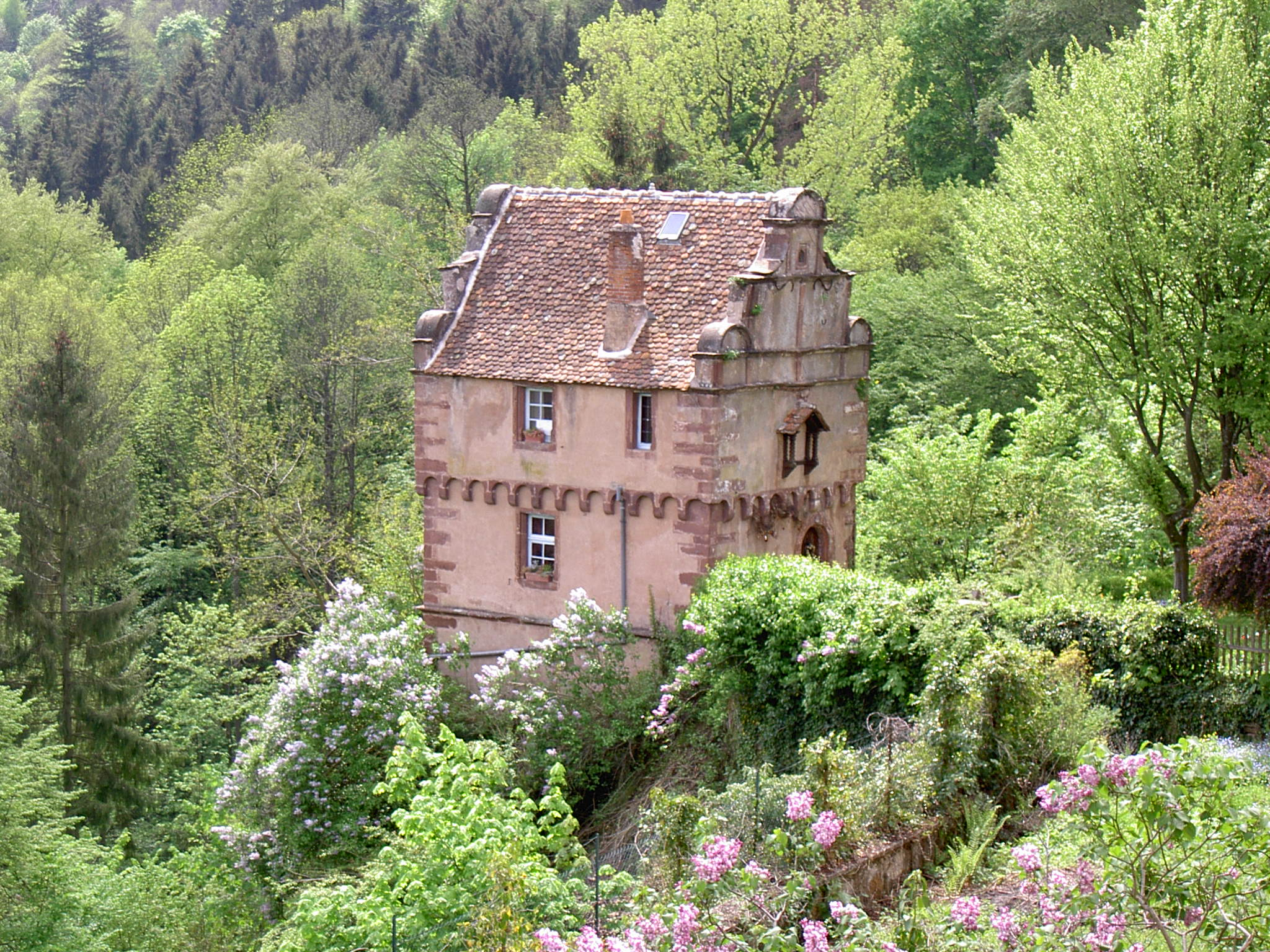
Maison des païens.
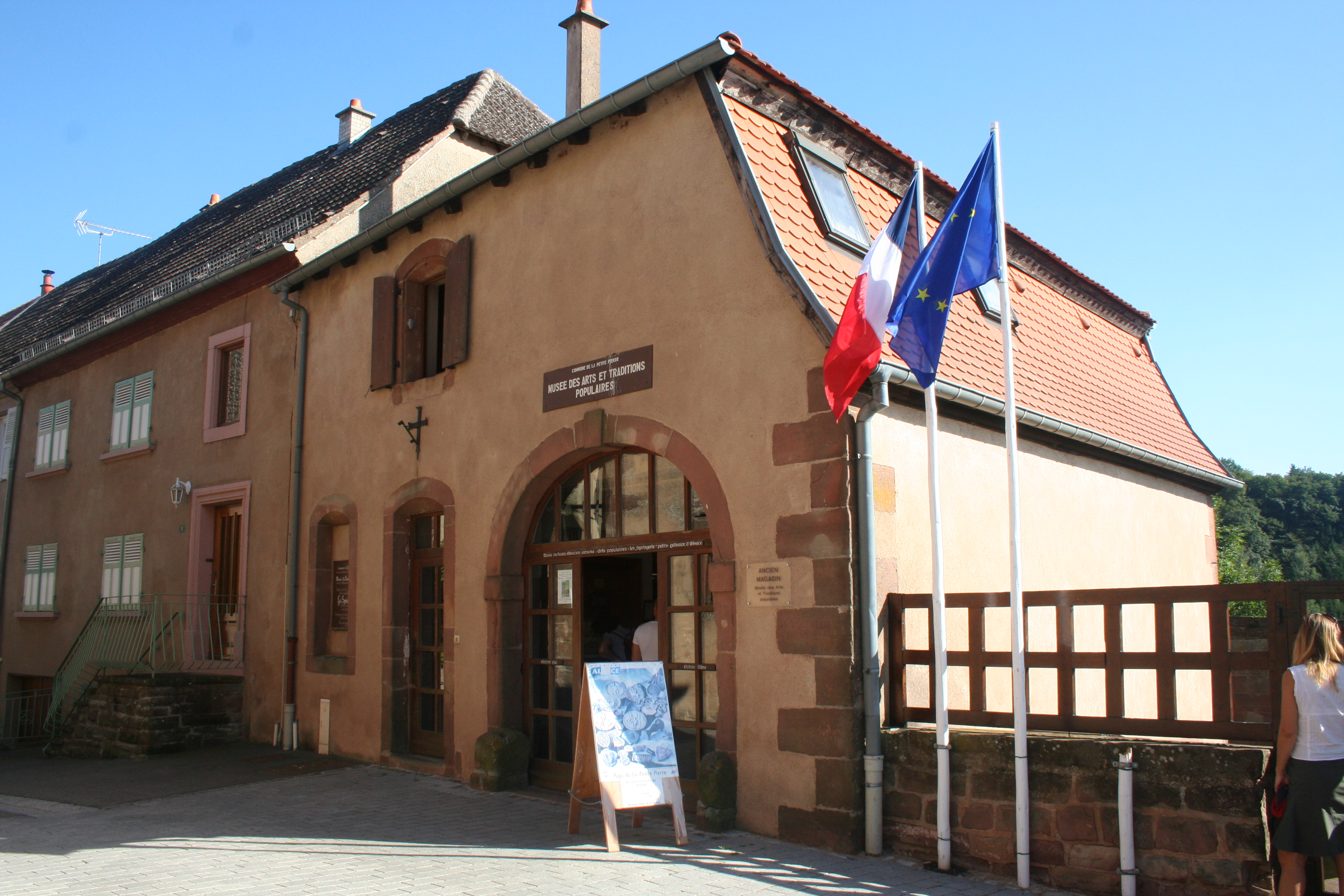
Musée des traditions populaires.
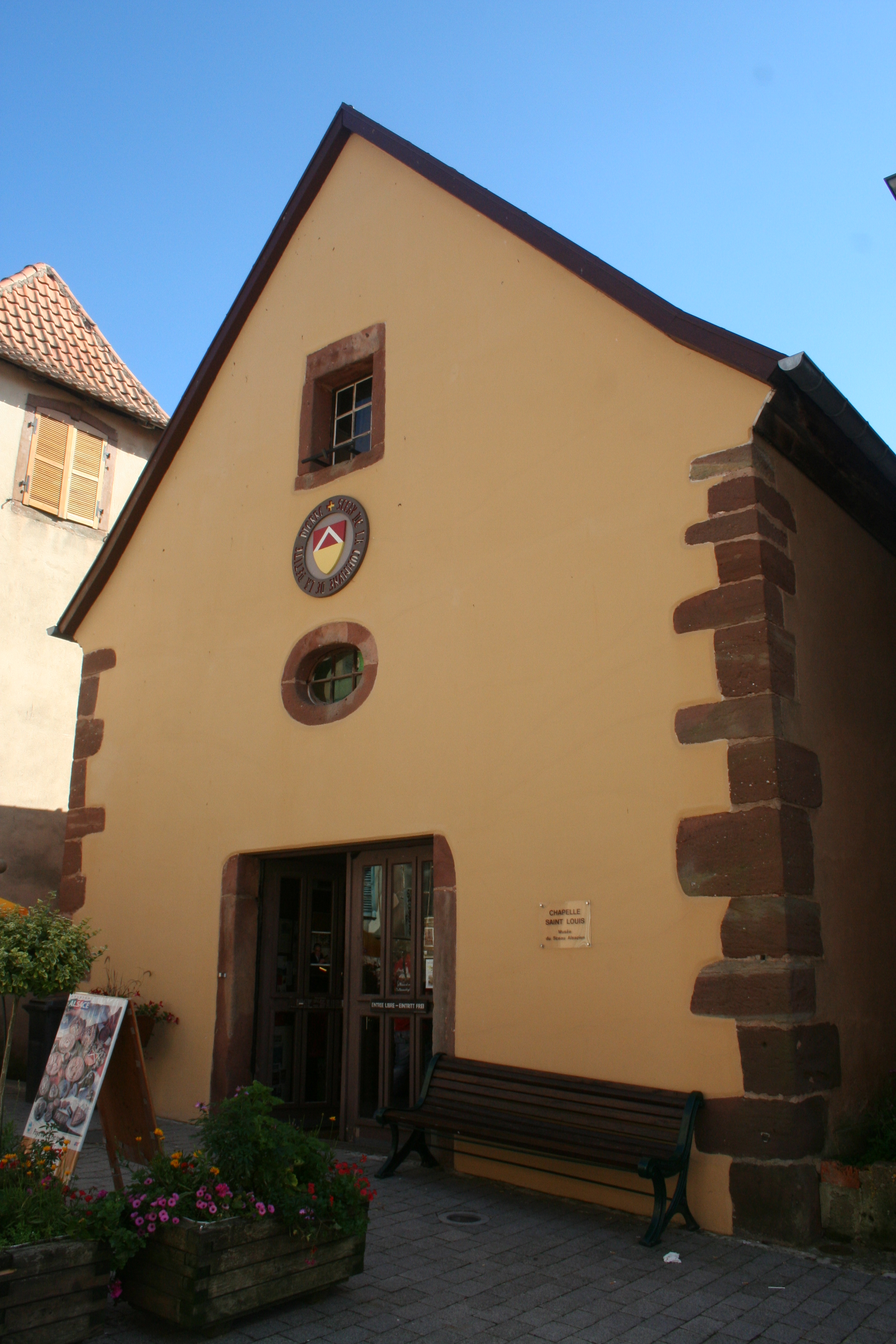
Le musée du sceau alsacien.

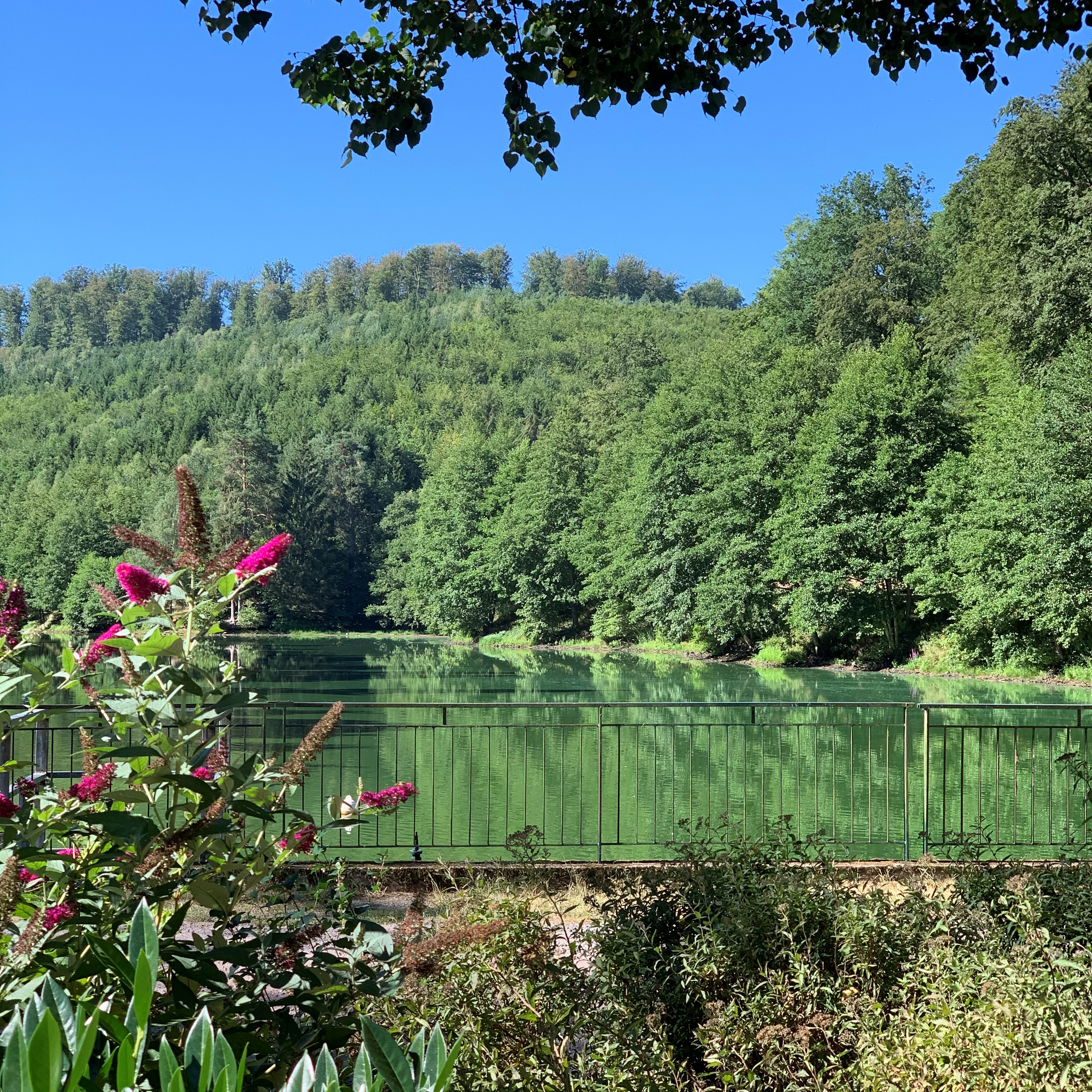
Étang du Donnenbach.
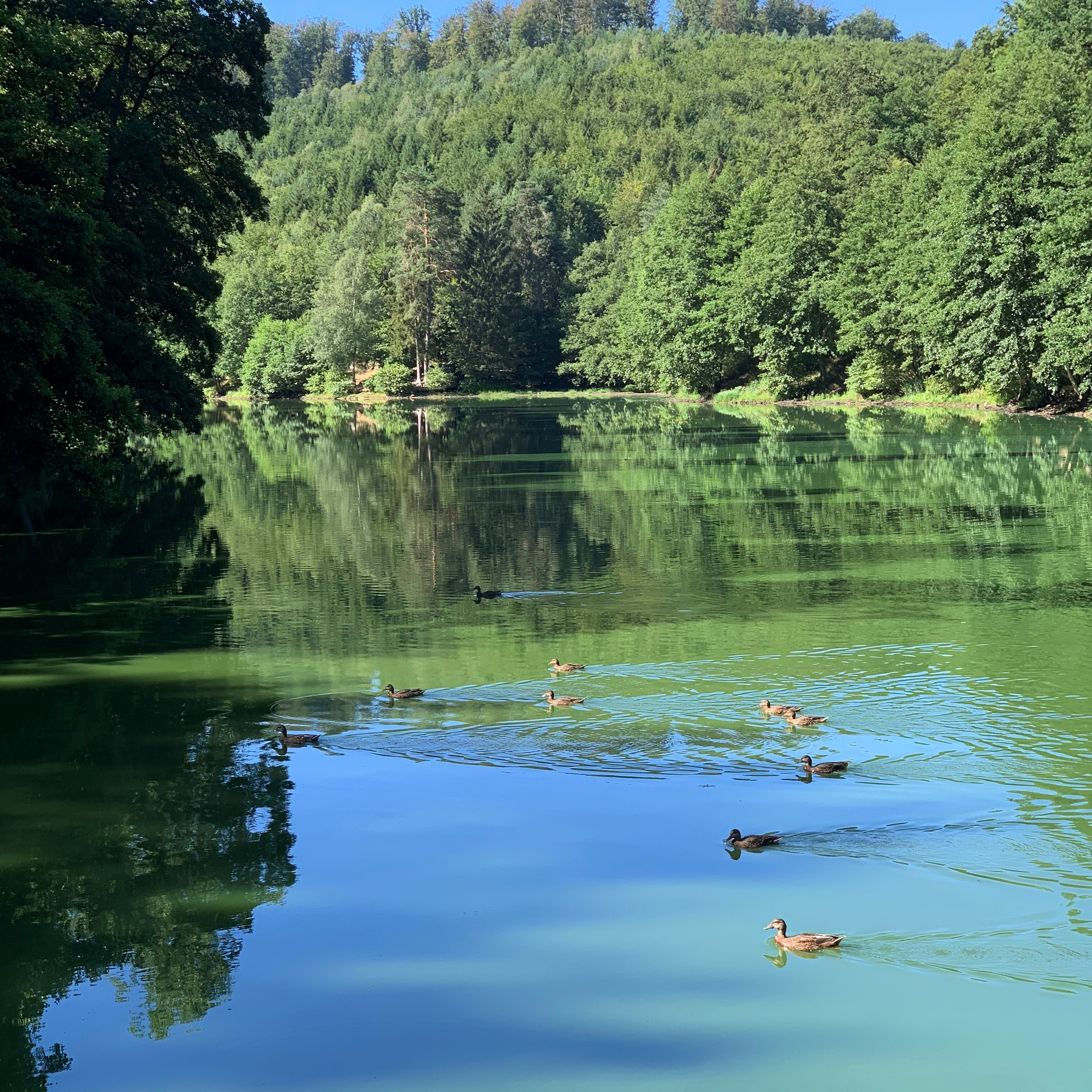
Étang du Donnenbach.
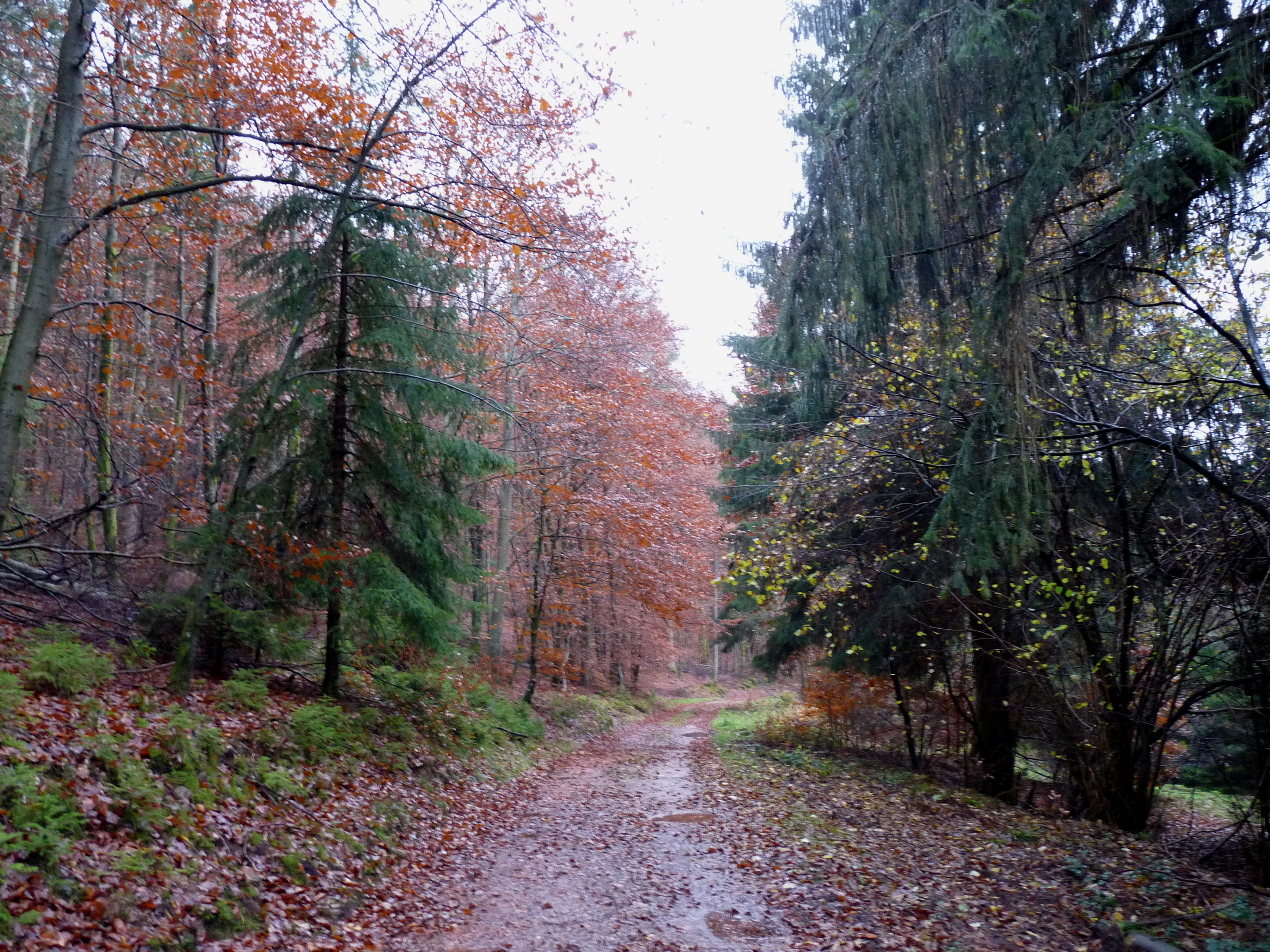
Forêt domaniale.
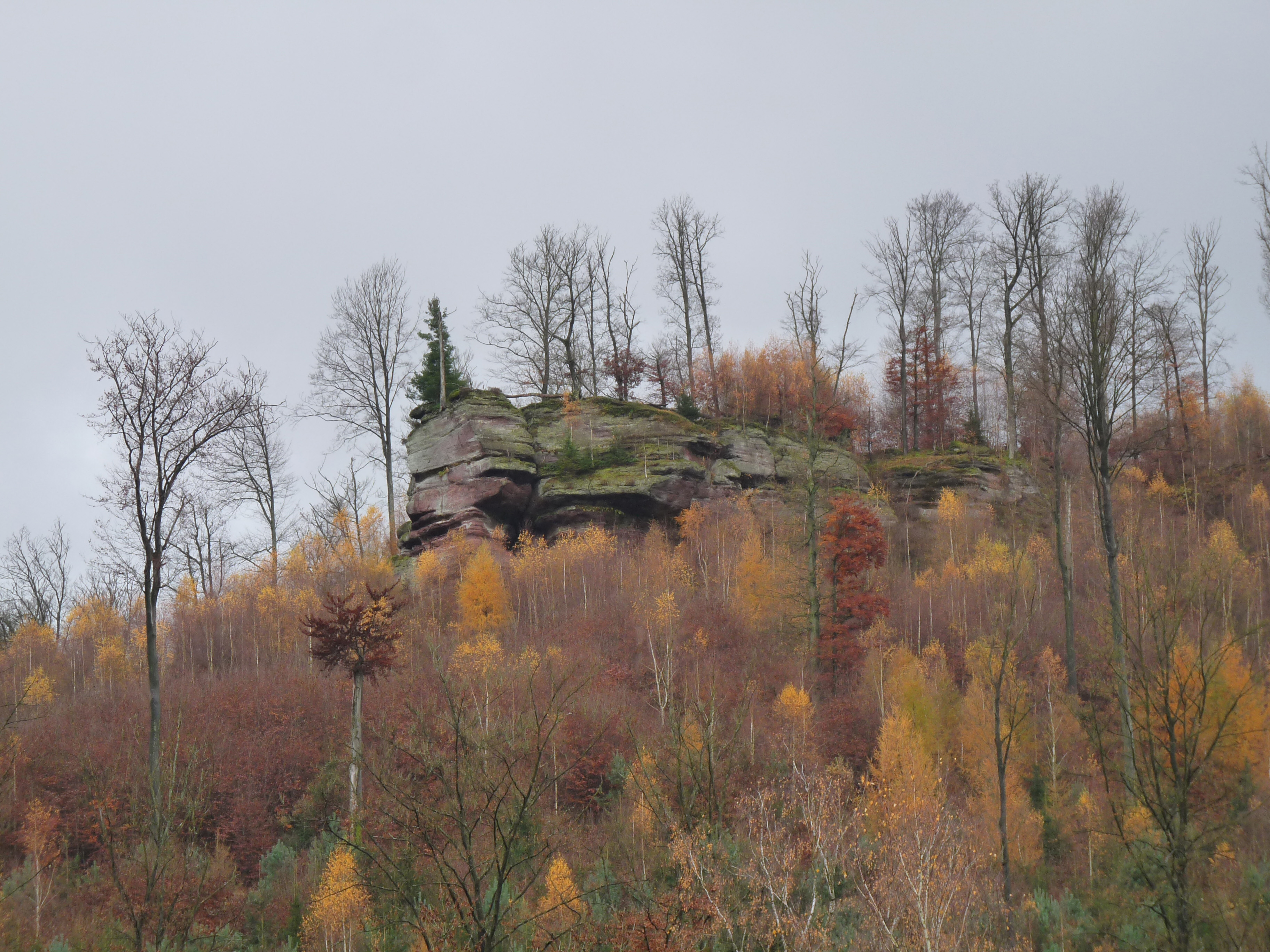
Piton rocheux en grès.

### Personnalités liées à la commune

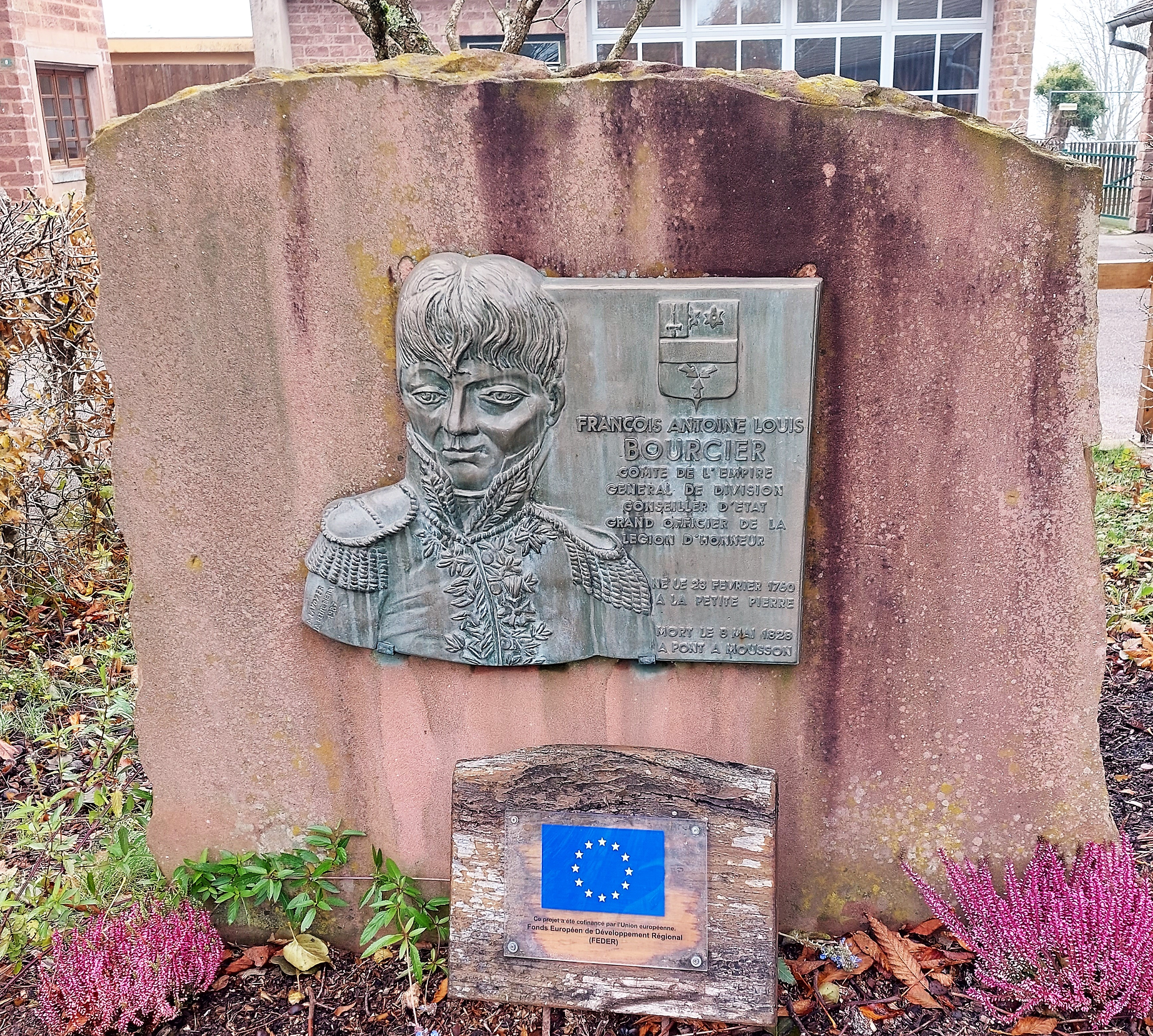
Plaque en l'honneur de François Antoine Louis Bourcier à La Petite-Pierre.

- Philippe Joseph Victoire de Senneville (1737-1824), général de brigade de la Révolution française, né à La Petite-Pierre ;
- François Antoine Louis Bourcier (1760 - 1828), général français de la Révolution et de l’Empire, nom gravé sous l'Arc de Triomphe, né à La Petite-Pierre ;
- Johann Wolfgang von Goethe (1749 - 1832) est passé par La Petite-Pierre lors de ses nombreuses pérégrinations alsaciennes ;
- Émile Erckmann (1822 - 1899), écrivain, dont le compère Alexandre Chatrian était le financier ; il est plus connu sous le pseudonyme commun d'Erckmann-Chatrian qu'il partageait avec son ami ;
- Paul Émile Berron (1887-1970), pasteur et missionnaire, fondateur de l'Action chrétienne en Orient, né à La Petite-Pierre ;
- Louise Weiss (1893 - 1983), journaliste, écrivain, européenne et féministe, elle s'est engagée dans les premiers projets d'une union européenne et a été membre lors de la création du Parlement européen. À 86 ans, elle y prononcera, au titre de doyenne, un discours d'ouverture historique lors de la première session du nouveau parlement à Strasbourg le 17 juillet 1979 ;
- Luc Hueber (1888 - 1974), peintre ;
- Paul-Georges Koch (1908 - 1982), poète ;
- René Char (1907 - 1988), écrivain, résistant, a passé six mois, durant la drôle de guerre, durant l'hiver rigoureux de 1939/40, dans les forêts entre La Petite-Pierre et Petersbach, parcourant la forêt pour inspecter les positions de tir à Hinsbourg, à Struth (près du Hartmannshof) et à Petersbach ; un sentier littéraire, au départ du stade, près de la Maison forestière dite de La Petite Pierre, propose un circuit avec des stations évoquant des poèmes que le secteur, la saison et les rencontres ont inspirés.

### Héraldique
| Blason de La Petite-Pierre | Blason  | Coupé : au premier de gueules au chevron d'argent, au second d'or plain. |
| Blason de La Petite-Pierre | Détails |                                                                          |